# جيراردو رييس
جيراردو رييس (بالإسبانية: Gerardo Reyes)‏ هو صحفي كولومبي، ولد في 1958 في كوكوتا في كولومبيا.